# Dosoftei Barilă
Dimitrie Barilă, en religió Dosoftei (Suceava, Romania, 26 d'ocbubre de 1624 - Jovkva, Ucraïna, 13 de desembre de 1693) fou un monjo basilià, bisbe de Moldàvia, erudit i escriptor. És venerat com a sant per l'Església Ortodoxa Romanesa.

## Biografia
Nascut a Suceava, anà a l'escola del monestir dels Trei Ierarhi de Iaşi i a l'escola de la Confraria Ortodoxa de Lviv, on estudià humanitats i aprengué diverses llengües. En 1648 es feu monjo al monestir de Probota (Suceava) i fou nomenat bisbe de Huşi (1658-1660) i de Roman (1660-1671). Llavors fou elegit bisbe metropolità de Moldàvia fins al 1674 i novament entre 1675 i 1686). Marxà en 1686 al regne de Polònia, on passà la resta de la seva vida. Morí a Jovkva (actual Ucraïna, llavors part de la corona polonesa i lituana) en 1693.

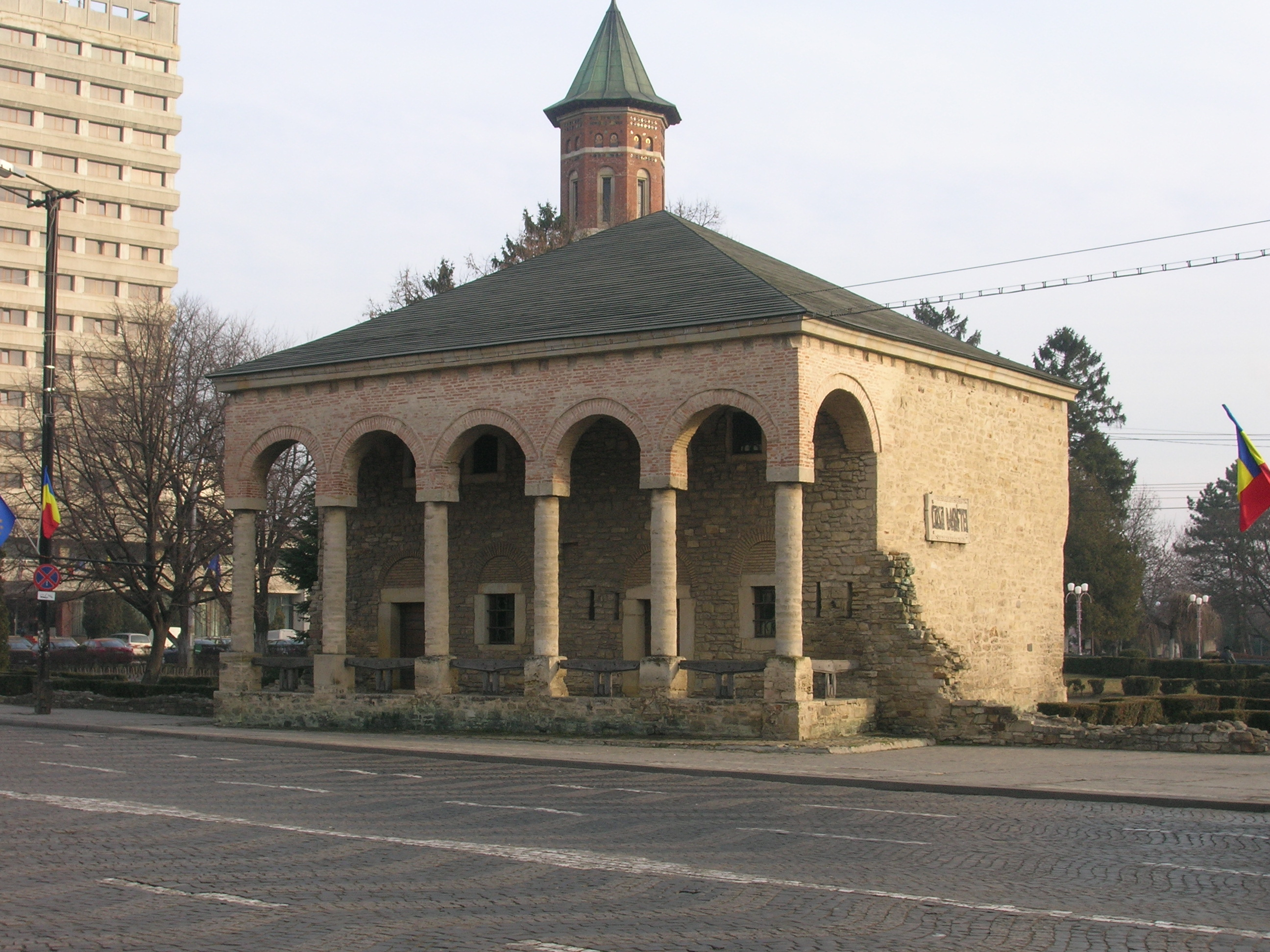
Residènca de Dosoftei a Iaşi

Fou un dels erudits romanesos més importants del seu segle, i el primer gran poeta en romanès. Traduí al romanès poemes èpics, obres històriques i religioses. La seva obra més coneguda fou el Psalteri en vers romanès.
El sínode de l'Església Ortodoxa Romanesa acordà canonitzar-lo el juliol de 2005, i fou proclamat sant el 14 d'octubre del mateix any. La seva festivitat és el 13 de desembre.